# August Mazurkiewicz

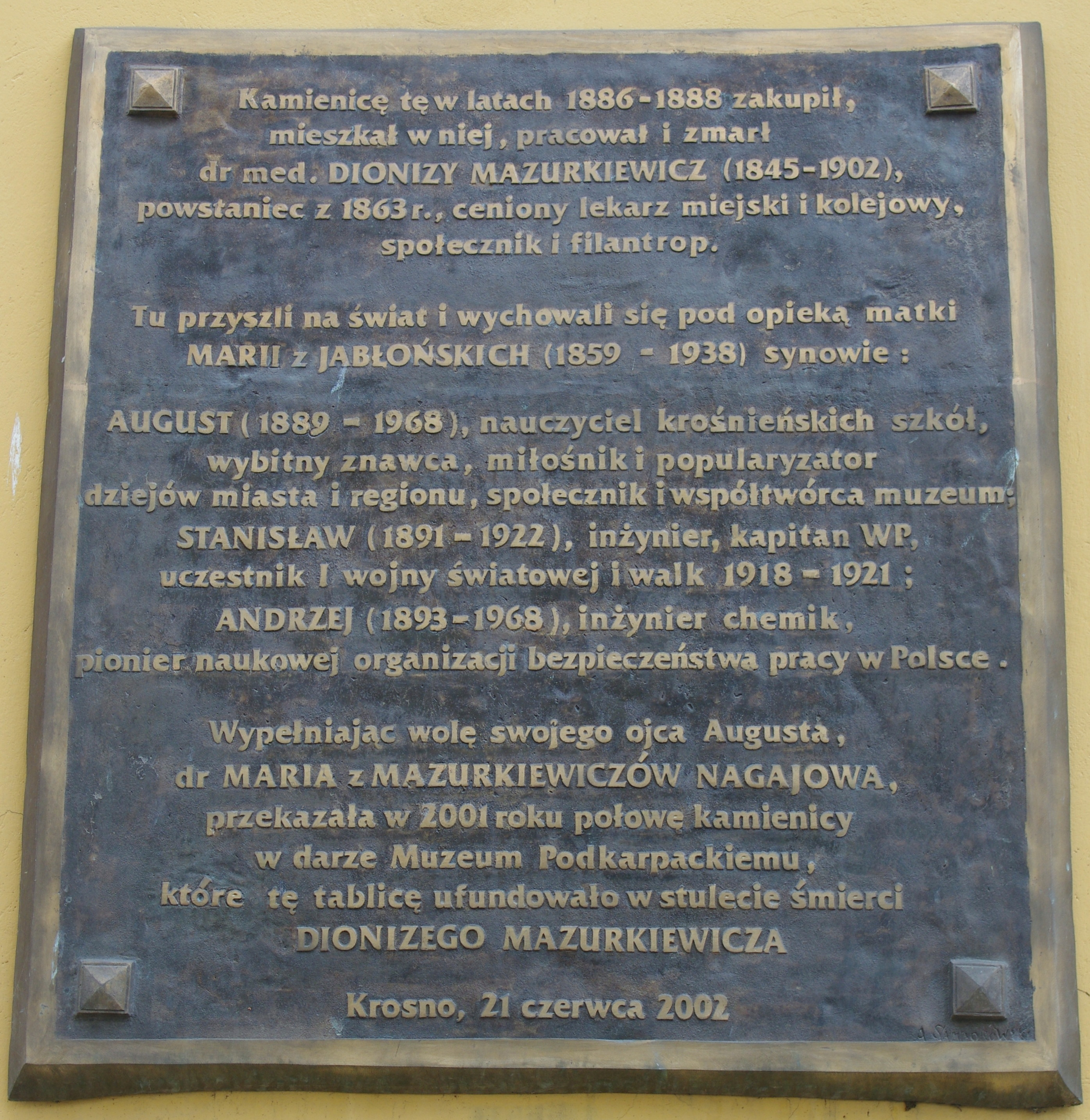
Tablica upamiętniająca Andrzeja, Augusta, Dionizego i Stanisława Mazurkiewiczów na budynku przy ul. Jana Szczepanika 2 w Krośnie, gdzie mieszkał i pracował Dionizy Mazurkiewicz i przyszli na świat oraz wychowali się jego synowie

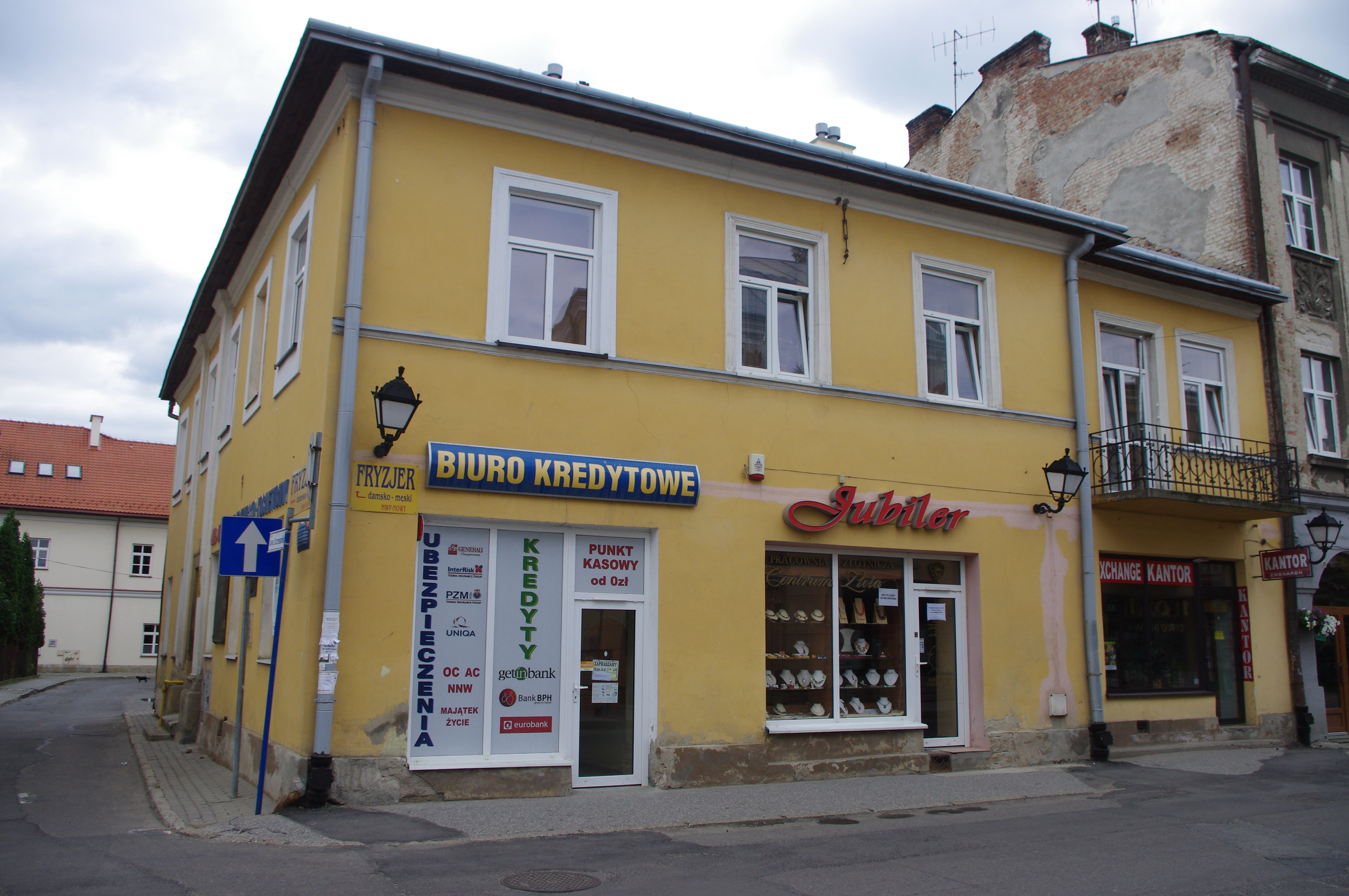
Kamienica przy ul. Jana Szczepanika 2 w Krośnie, gdzie mieszkał i pracował Dionizy Mazurkiewicz i przyszli na świat oraz wychowali się jego synowie: Andrzej, August i Stanisław

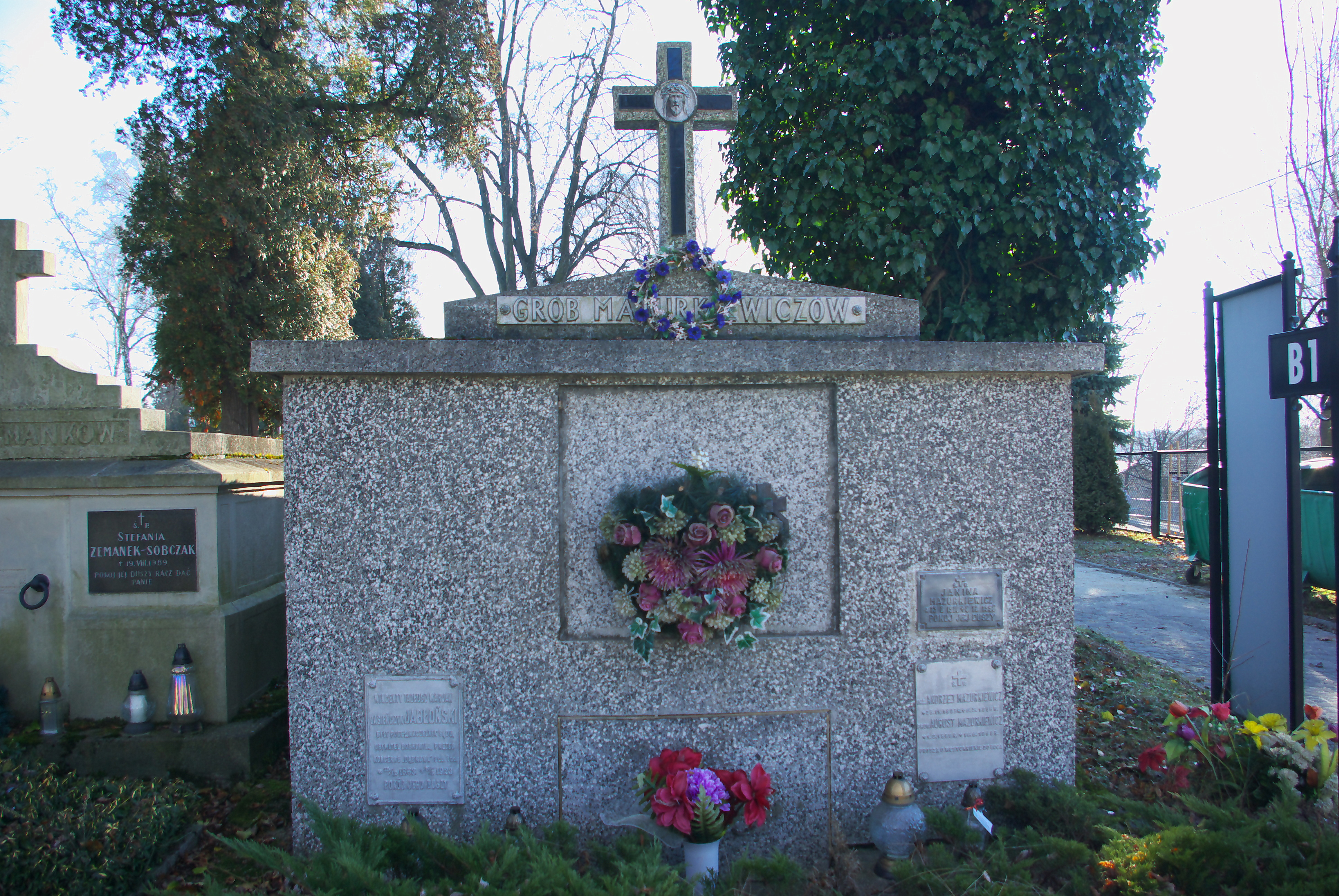
Grobowiec Mazurkiewiczów

August Mazurkiewicz (ur. 1 września 1889 w Krośnie, zm. 18 czerwca 1968 tamże) – uczestnik I wojny światowej, regionalista, nauczyciel historii i geografii w krośnieńskich szkołach, popularyzator dziejów Krosna i regionu, autor artykułów poświęconych historii, ludziom i zabytkom miasta. Wojewódzki Konserwator Zabytków w Rzeszowie. Działał w PTTK, gdzie dzięki jego zapałowi powstały zaczątki Muzeum Ziemi Krośnieńskiej. Z czasem przy jego początkowym współudziale (był tam kustoszem) rozwinęło się ono w Muzeum Podkarpackie. 

## Życiorys
Był najstarszym z trzech synów lekarza krośnieńskiego i powstańca z 1863 Dionizego Mazurkiewicza i Marii Jasieńczyk Jabłońskiej. W Krośnie skończył Państwową Szkołę Realną jako jeden z pierwszych maturzystów. Studia zaczął na wydziale filozoficznym UJ w Krakowie, a skończył jako historyk i geograf na uczelni w Wiedniu w 1912 r. W tymże roku zaczął pracę jako nauczyciel w Krośnie w swojej byłej szkole, po wojnie przekształconej w Liceum im. M. Kopernika. Gdy w 1914  wybuchła Wielka Wojna, został powołany do armii austriackiej, walczył na froncie włoskim. Ranny doczekał się w 1918 r. w szpitalu garnizonowym w Krakowie niepodległości Polski.
W okresie 1919–1936 pracował jako nauczyciel w swojej dawnej Szkole oraz w Seminarium Nauczycielskim. Po roku 1939, w czasie okupacji był dozorcą, brał też udział w tajnym nauczaniu jako członek komitetu maturalnego.
Od jesieni 1944 pełnił obowiązki jako konserwator zabytków w Krośnie. Następnie zaś jako wojewódzki konserwator w Rzeszowie. Aż do końca swojego życia działał w PTTK, odznaczony złotą odznaką PTTK. Współorganizował Stowarzyszenie Przyjaciół Ziemi Krośnieńskiej, prowadził wykłady w Towarzystwie Wiedzy Powszechnej, publikował artykuły w prasie lokalnej. 
Został pochowany na Cmentarzu Komunalnym w Krośnie. Spoczął tam też brat Andrzej oraz Wincenty Jabłoński.
August Mazurkiewicz i jego ojciec Dionizy zostali patronami jednej z ulic Krosna.